# Belgische vluchtelingen in Nederland tijdens de Eerste Wereldoorlog
Tijdens de Eerste Wereldoorlog, tussen 1914 en 1918, vluchtten circa een miljoen Belgen de grens over naar Nederland. Deze vluchtelingen waren zowel burgers die vreesden voor het oorlogsgeweld en de wreedheden van de Duitsers, als militairen die ofwel deserteerden of van hun legereenheid waren afgesneden.

## Duitse opmars
Officieel was België net als Nederland neutraal aan het begin van de oorlog. In 1914 was het nieuws al uitgelekt dat de Duitsers desondanks een plan hadden voor een veldtocht door België naar Frankrijk. Hierop waren voorzorgsmaatregelen getroffen, waaronder het invoeren van de dienstplicht.
Op 4 augustus 1914 viel Duitsland België binnen, zonder formele oorlogsverklaring. Al meteen na de inval kwam de vluchtelingenstroom naar Nederland op gang. De eerste dag kwamen 52 Belgische soldaten naar Nederland, en tot september duizenden mensen. Toen op 10 oktober 1914 Antwerpen viel vluchtten naar schatting 40.000 soldaten en 1 miljoen burgers naar Nederland. Een andere schatting van E.H. Kossmann en H. Pirenne noemt ten minste een half miljoen vluchtelingen uit Antwerpen, van wie honderdduizenden naar Nederland. Onder de vluchtende soldaten bevonden zich eveneens bijna 1600 Britten van de First Royal Naval Brigade. De reden van de vlucht was de agressie bij de Duitse troepen: dorpen en steden werden in brand gestoken, inwoners vermoord en er werd geplunderd.

## Militaire vluchtelingen

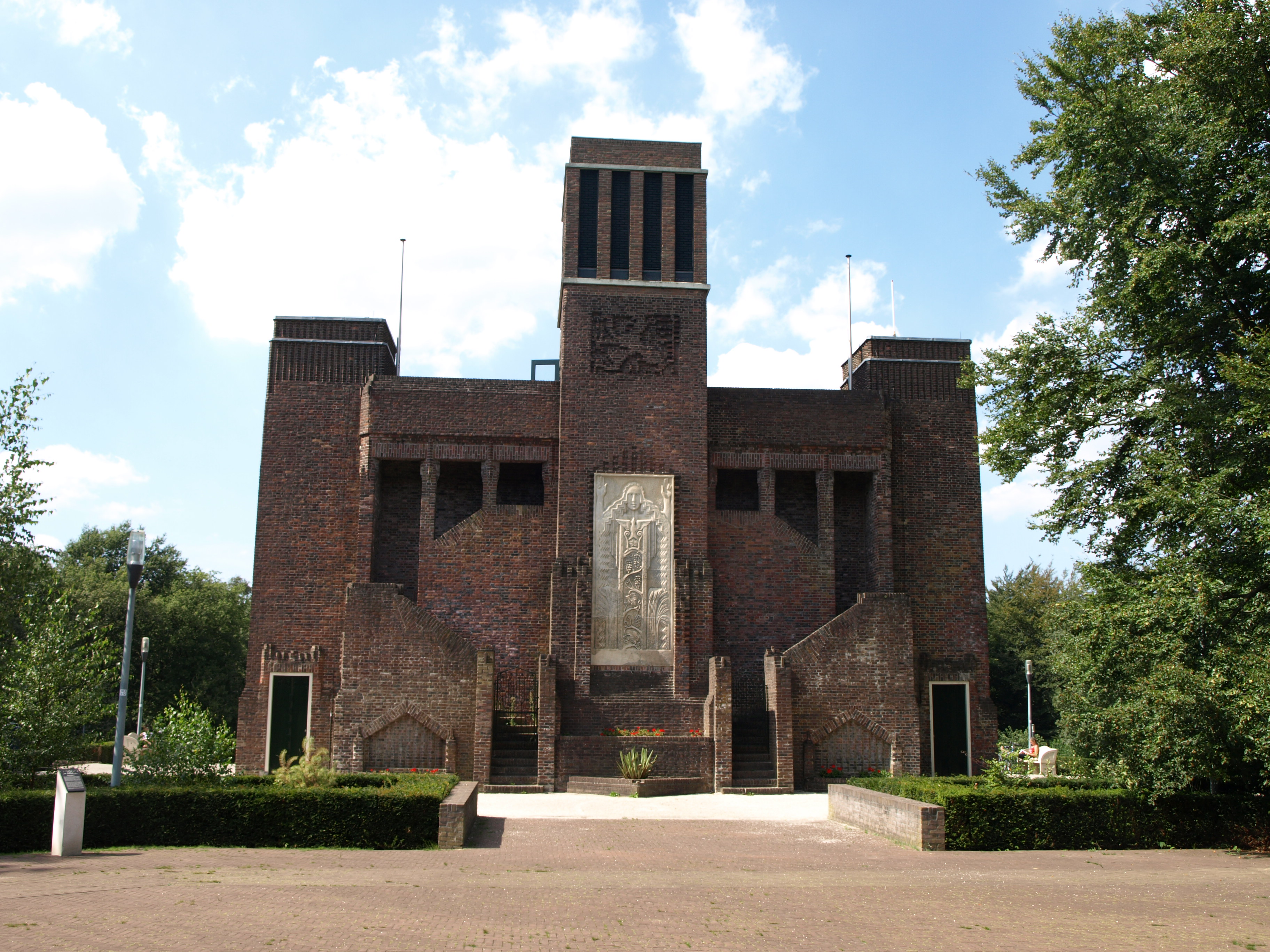
Het Belgenmonument te Amersfoort

Volgens de Vredesconferentie van Den Haag van 18 oktober 1907 moest Nederland als neutraal land in een tijd van oorlog alle militairen die naar het land vluchtten ontwapenen en interneren.
De eerste soldaten werden ondergebracht in Alkmaar in een leegstaande kazerne. Later werden ook kazernes in Amersfoort, Harderwijk, Groningen en Oldebroek voor internering van gevluchte militairen gebruikt. De kazerne in Oldebroek werd op 1 september 1916 weer opgeheven. In Alkmaar werden aanvankelijk eveneens gevluchte Duitse militairen ondergebracht, maar omdat dit regelmatig tot conflicten leidde tussen hen en de Belgische militairen werden zij overgebracht naar Kamp Bergen. Om aan internering te ontkomen probeerden sommige militairen in burgerkleding verder te vluchten naar Engeland.
Omdat de meeste kazernes te klein waren voor de grote stroom militaire vluchtelingen werden in de nabijheid al snel tentenkampen opgericht. Nabij Amersfoort verrees op bevel van minister van Oorlog Nicolaas Bosboom het Kamp Zeist, bestaande uit houten barakken. Officieel heette het kamp destijds Interneringskamp Amersfoort - Legerplaats bij Zeist. De geïnterneerden begonnen in 1916 aan de bouw van een monument dat de waardering moest uitdrukken voor de genoten gastvrijheid. Onder leiding van de Belgische architect Huib Hoste kwam op de Amersfoortse Berg het Belgenmonument tot stand.
Vanaf 1917 werden aparte kampen opgericht voor deserteurs. Tevens werden voor getrouwde militairen speciale dorpen gebouwd nabij de kampen, zodat hun gezinnen in hun buurt konden blijven wonen. Enkele van deze dorpen waren: Alberts’ Dorp, Elizabeth-Dorp, Nieuwdorp, Leopold’s Dorp, Heidekamp, Boschkant en Moensdorp.
Na verloop van tijd werden steeds meer geïnterneerde militairen te werk gesteld in Nederlandse bedrijven, daar de meeste Nederlandse mannen vanwege de mobilisatie dienst hadden moeten nemen in het leger. In totaal werd 46,2% van de militairen te werk gesteld.
Op 11 november 1918 maakte de wapenstilstandsovereenkomst een einde aan de krijgsverrichtingen maar pas nadat met het Verdrag van Versailles de Eerste Wereldoorlog formeel werd beëindigd kon worden begonnen met het vrijlaten en terug naar huis laten keren van de militairen.

## Burgervluchtelingen

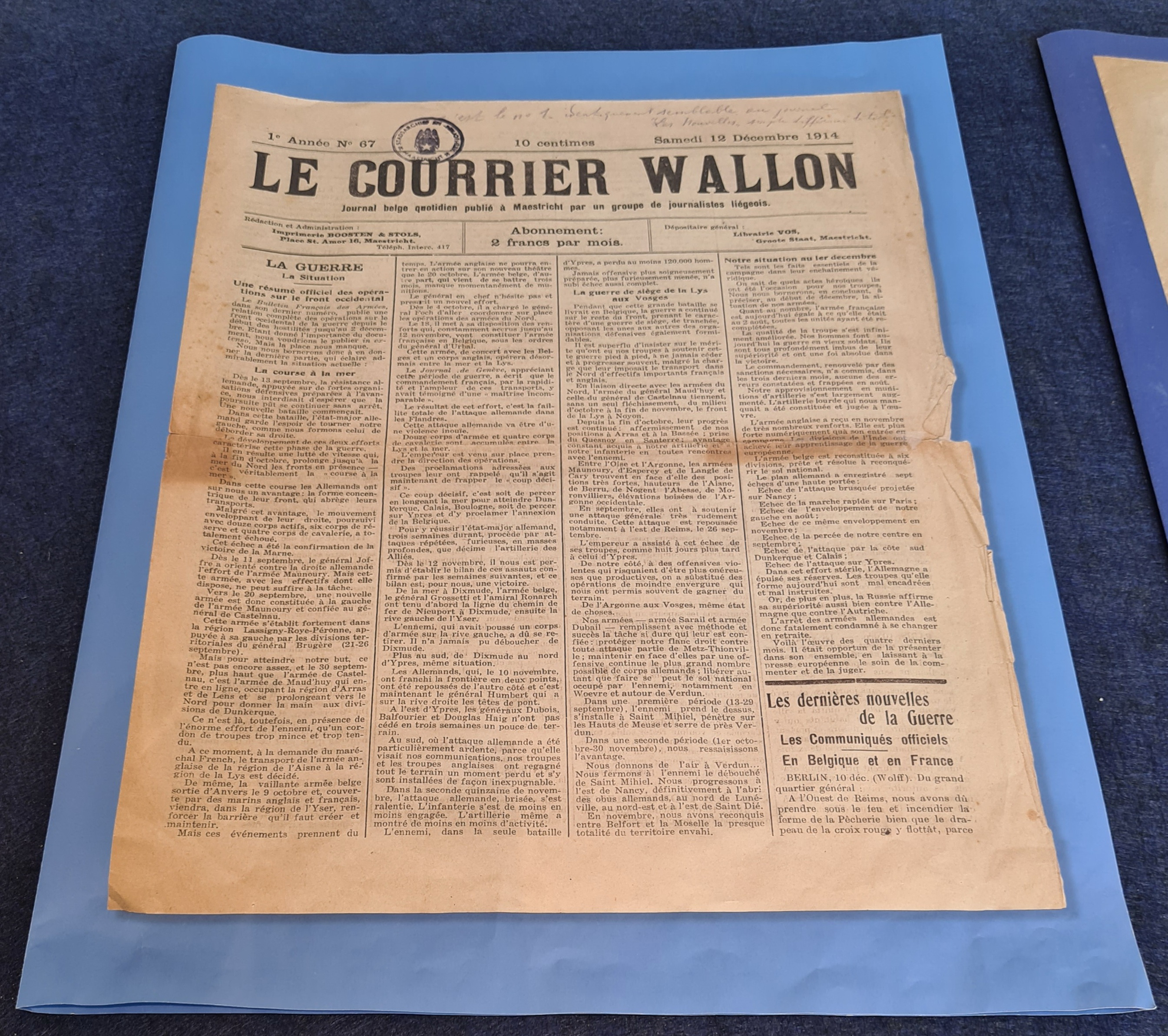
Franstalige vluchtelingenkrant Le Courrier Wallon, uitgegeven in Maastricht

De burgervluchtelingen die naar Nederland kwamen werden eerst opgevangen in Limburg, Brabant en Zeeland. De vluchtelingen, mannen, vrouwen, kinderen en hulpbehoevenden bewogen zich moeilijk voort met wat ze mee konden nemen. Vooral de plaatsen Putte, Roosendaal en Bergen op Zoom kregen zoveel vluchtelingen zodat ze de eerste dagen op straat moesten overnachten. Maastricht werd overspoeld door circa 14.000 vluchtelingen, waarvan er 9000 in het najaar van 1914 naar België terugkeerden.In Maastricht en Valkenburg werden zeker drie Franstalige kranten uitgegeven, speciaal voor Belgische vluchtelingen: Le Journal Belge, Le Courrier Wallon en L'Exil.
Vanwege het grote aantal moesten de vluchtelingen over Nederland verdeeld worden. Al snel moesten andere provincies vluchtelingen opnemen en deze weer verdelen over de verschillende gemeenten. De eerste onderhandelingen over de terugkeer van de 900.000 Belgische vluchtelingen begonnen al op 12 oktober 1914. In mei 1915 waren er nog 105.000 burgervluchtelingen in Nederland, een aantal dat de rest van de oorlog ongeveer constant bleef. Net als bij de militaire vluchtelingen begon eind 1918 de terugkeer van de laatste burgervluchtelingen naar België. In januari en februari 1919 keerden de laatste burgers terug.
Aanvankelijk liet de regering de opvang van de burgervluchtelingen zo veel mogelijk aan particulieren over, maar uit angst voor anti-Duitse rellen en betogingen onder de vluchtelingen werd besloten tot het oprichten van bewaakte opvangkampen. Het eerste kamp dat verrees was Vluchtoord Nunspeet. Daarna volgde vluchtoord Ede en verder nog de kampen bij Amersfoort, Bergen op Zoom, Roosendaal, Tilburg, Hontenisse, Baarle-Nassau, Amsterdam, Scheveningen, Oldebroek en Veenhuizen.

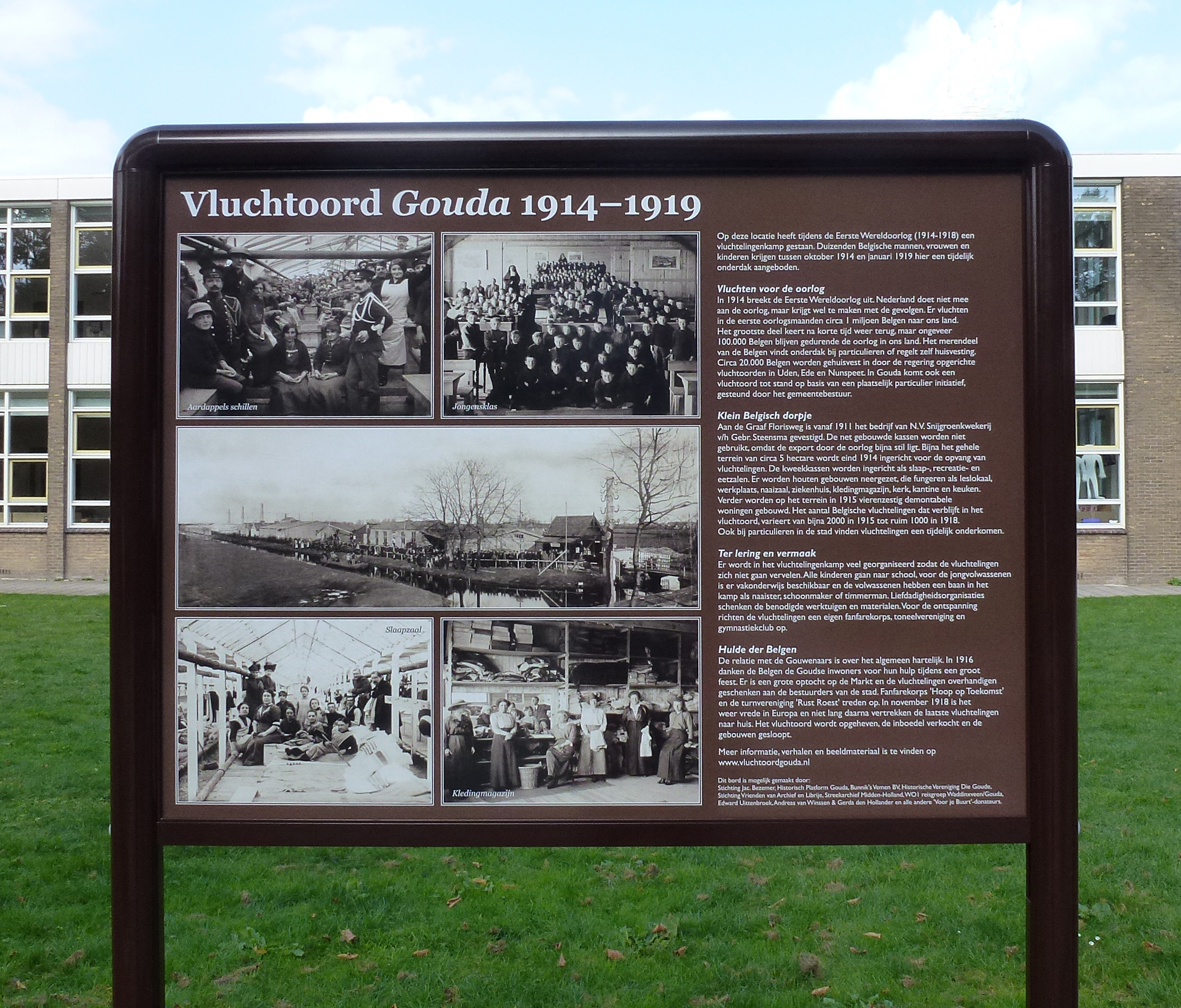
Herinneringsbord, Vluchtoord Gouda

Een apart kamp vormde Vluchtoord Gouda. Ook in Gouda werden de vluchtelingen eerst bij particulieren ondergebracht, maar eind oktober 1914 werden zij geconcentreerd in leegstaande kassen van kwekerij Steensma. Aangezien de kassen onvoldoende comfort boden aan zo veel mensen werd er op het voorterrein voor de kassen een voorzieningendorp gebouwd met onder andere een kerk, een school en een ziekenhuis. Achter de kassen verrees een dorpje van 64 houten huisjes waarin ongeveer 350 mensen waren ondergebracht. De andere kampen bestonden uit tenten of barakken met woon- en slaapvertrekken.
Binnen de kampen werden vluchtelingen onderverdeeld in drie categorieën, afhankelijk van hoe gevaarlijk men hen achtte:
- gevaarlijke of ongewenste elementen
- minder gewenste elementen
- fatsoenlijke behoeftigen

Mede door deze manier van indelen gaven de meeste burgervluchtelingen er de voorkeur aan terug naar België te keren. Burgervluchtelingen konden bij ongewenst gedrag tevens het land uit worden gezet conform de Vreemdelingenwet 1849. Een gedenksteen op de Rooms-Katholieke Begraafplaats Gouda is een herinnering aan de 160 in Gouda overleden Belgische vluchtelingen.

### Kunstenaar Leo Gestel
De Nederlandse kunstenaar Leo Gestel maakte ruim 100 tekeningen van de Belgische burgers op de vlucht. Hij werkte ze in zijn atelier verder uit. De opbrengst van de werken schonk hij aan het comité voor vluchtelingenopvang.

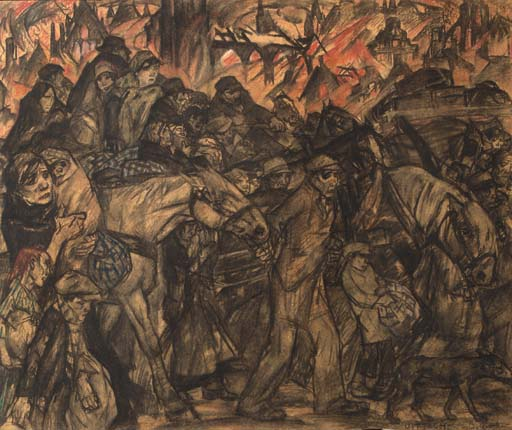
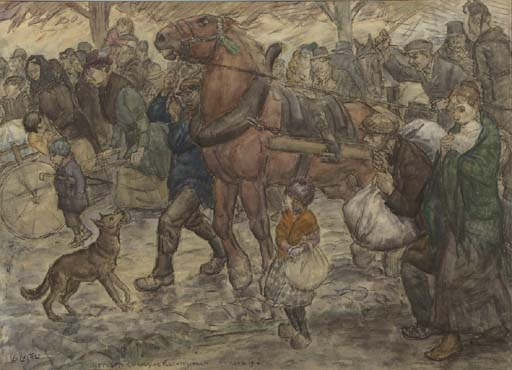
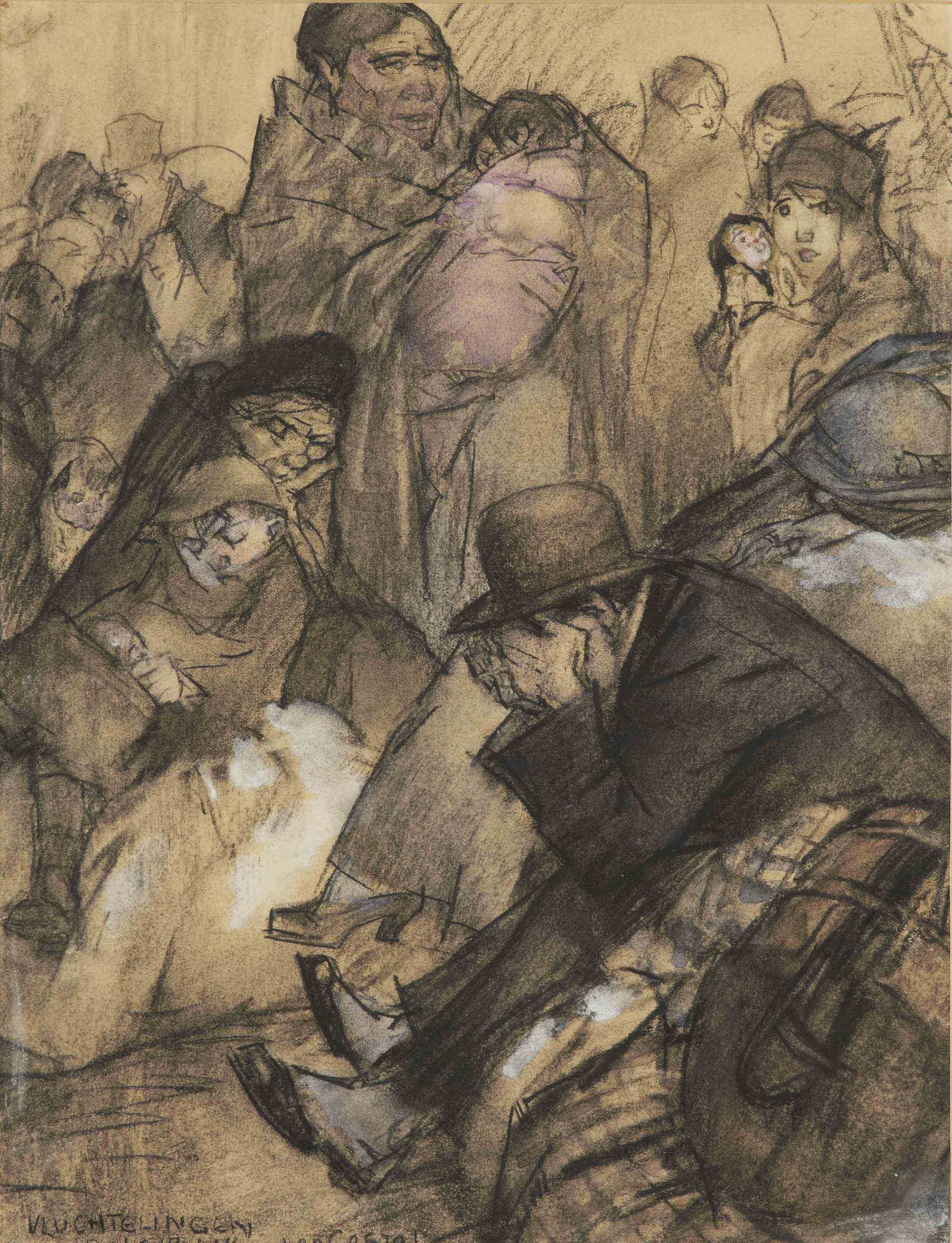
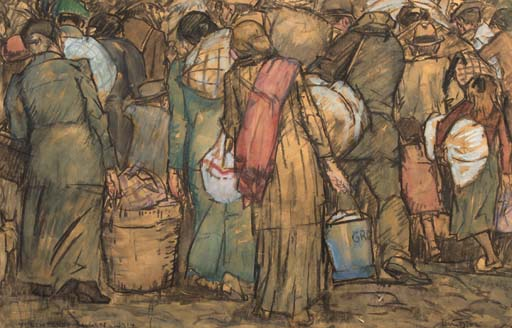

## Hulp van andere landen
In maart 1915 schonk Denemarken Nederland een geldbedrag van 325.000 gulden, waarmee eenvoudige, verplaatsbare woningen konden worden gebouwd voor de vluchtelingen. Ook uit Engeland kwam er hulp. De Engelse Society of Friends (Quakers) doneerde grote bedragen voor de aanschaf van hout voor de bouw van de woningen en andere voorzieningen. Vanuit Amerika kwam er hulp van de Rockefeller Foundation. Zij bekostigde o.a. materialen voor het maken van kleding. Het kamp in Gouda kreeg bijvoorbeeld 17 naaimachines en grote hoeveelheden stof. De huizen werden ook geplaatst bij Vluchtoord Ede (Deens Dorp), Uden (Villa-Dorp), Gouda, Amsterdam (Alida Jacobsdorp) en Zierikzee.

## Draadversperring
De Draad, ook Dodendraad of Dodenhek genoemd, was een 332 kilometer lange draadversperring die tijdens de Eerste Wereldoorlog door de Duitse bezetters van België werd aangelegd langs de grens tussen het bezette België en het neutrale Nederland.

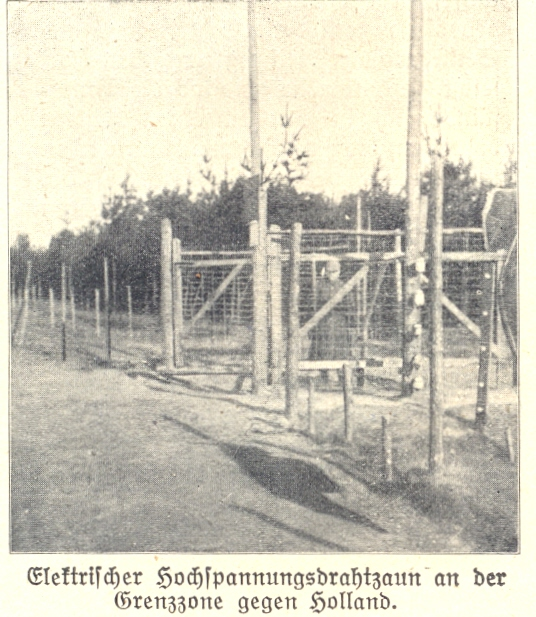
De draadversperring langs de grens van België met Nederland.

Geschat wordt dat tussen de 500 en 3000 mensen, waaronder Belgische vluchtelingen, erin zijn omgekomen.
De Nederlandse regering maakte geen bezwaar tegen de Draad